# 6270 Kabukuri
6270 Kabukuri è un asteroide della fascia principale. Scoperto nel 1991, presenta un'orbita caratterizzata da un semiasse maggiore pari a 2,3580898 UA e da un'eccentricità di 0,0937037, inclinata di 5,80090° rispetto all'eclittica.
L'asteroide è dedicato alla riserva di Kabukuri-numa, una zona umida protetta dalla Convenzione di Ramsar nella prefettura di Miyagi in Giappone.